# 吉澤翼
吉澤 翼（よしざわ つばさ、1994年9月23日 - ）は、日本の俳優である。男性総合芸能プロダクション Sun Gnome サンノームに所属していたが、2021年12月31日をもって退所。現在はフリーで活動中。

## 人物
- スリーサイズはBWH88/68/90。
- 足のサイズは26.5cm。
- 趣味は、映画観賞、アニメ観賞、ギター、ベース、ピアノ。
- 特技は、ダンス、歌、殺陣、ピアノ弾き語り。

## 出演

### 舞台
2016年
- オトメライブ『猛獣使いと王子様』（12月14日 - 18日、新宿村LIVE） - アンサンブル

2017年
- 「アイドル怪盗♂レオノワール」（2月22日 - 2月27日、シアターグリーン BIG TREE THEATER） - エーステ役
- 舞台「MARKER LIGHT-BLUE Deeper マーカライト・ブルー ディーパー」（5月3日 - 5月7日、シアターサンモール） - ギスラン 役
- ミュージカル『ホス探へようこそ ザ・サード』（7月5日 - 9日、新宿村LIVE） -  乙州 役
- ミュージカル『テニスの王子様』3rdシーズン 青学（せいがく）vs比嘉（【東京】12月21日 - 24日、TOKYO DOME CITY HALL /【大阪】12月28日 - 2018年1月7日、大阪メルパルクホール /【福岡】2018年1月13日 - 14日、福岡サンパレス ホテル&ホール /【愛知】2018年1月19日 - 21日、日本特殊陶業市民会館 ビレッジホール /【宮城】2018年1月27日 - 28日、岩沼市民会館 大ホール /【東京凱旋】2018年2月8日 - 18日、TOKYO DOME CITY HALL） -  甲斐裕次郎 役

2018年
- ミュージカル『テニスの王子様』3rdシーズン - 甲斐裕次郎 役
  - コンサート Dream Live 2018（5月5日 - 20日、神戸ワールド記念ホール 他）
  - 全国大会 青学vs氷帝（7月12日 - 9月24日、TOKYO DOME CITY HALL 他）
  - TEAM Party HIGA（10月18日 - 27日、AiiA 2.5 Theater Tokyo 他）

- ミラクル☆ステージ『サンリオ男子』（11月29日 - 12月9日、天王洲 銀河劇場）-  吉野俊介 役

2019年
- 舞台「夢王国と眠れる100人の王子様 On Stage」（Sideキエル：1月31日 - 2月3日、シアター1010 / Sideアヴィ：2月7日 - 11日、品川プリンスホテル ステラボール）-  マッドハッター 役
- DYNAMIC CHORD the STAGE（5月11日 - 15日、ヒューリックホール東京） - 結崎芹 役
- ミュージカル「少女革命ウテナ～深く綻ぶ黒薔薇の～」（6月29日 - 7月7日、東京ドームシティ シアターGロッソ） - 西園寺莢一 役
- 時速246億「お静かにどうぞ」（8月22日 - 9月1日、シアターサンモール）
- ミュージカル『テニスの王子様』秋の大運動会 2019（10月8日・9日、横浜アリーナ） -  甲斐裕次郎 役
- 「テイルズ オブ ザ ステージ-光と影の正義-」（12月5日 - 15日、天王洲 銀河劇場）-  ユーリ・ローウェル 役

2020年
- WBB vol.16『ミクロワールド・シンフォニア』（1月6日 - 11日、紀伊國屋サザンシアター TAKASHIMAYA）
- ミュージカル『テニスの王子様』3rdシーズン -  甲斐裕次郎 役
  - Thank-you Festival 2020（3月1日、カルッツかわさき ホール）※本人として登壇
  - コンサート Dream Live 2020（5月22日 - 31日、大阪城ホール 他） -  甲斐裕次郎 役 ※公演中止

- Geki-Dra「PLAY JOURNEY!」In The Round 京都編（7月11日 - ）※配信のみ
- RICE on STAGE「ラブ米」～Rice will come again～ （11月19日 - 29日、品川プリンスホテル クラブeX）-  日本晴 役

2021年
- 舞台「厨病激発ボーイ～REBORN～」（5月4日 - 7日、新宿FACE） - 高嶋智樹 役 ※新型コロナウイルス感染拡大の影響により公演中止
- 舞台「風が強く吹いている」（6月16日 - 20日、六行会ホール） - 榊浩介 役
- ミラクル☆ステージ『サンリオ男子』  ～KAWAII Evolution～ （【東京】7月15日 - 25日、品川プリンスホテル クラブeX / 【京都】7月30日 - 8月1日、京都劇場）-  吉野俊介 役
- 舞台「星屑の王」（9月22日 - 26日、六行会ホール） ※新型コロナウイルス感染拡大の影響により公演延期
- 舞台「勤人落語II」オフィスの幽霊（9月25日 - 26日、六行会ホール）
- RICE on STAGE「ラブ米」～Rice will come～ （11月18日 - 28日、品川プリンスホテル クラブeX）-  日本晴 役

2022年
- スマホ連動”ヒロイン体験 朗読劇”「恋人は公安刑事」 from 100シーンの恋＋ （1月14日、赤坂RED/THEATER）- 石神秀樹 役
- ジュエルステージ『オンエア！』（6月3日 - 12日、東京ドームシティ シアターGロッソ）- 天橋幸弥（コスモ） 役
- ミュージカル『青春-AOHARU-鉄道』～誰が為にのぞみは走る～（8月18日 - 28日、品川プリンスホテル ステラボール）- 山陽本線 役
- WBB vol.21『いえないアメイジングファミリー』（12月21日 - 24日、俳優座劇場）- 旦那 役 
  - WBB vol.21「いえないアメイジングファミリー」～聖なる夜のアメイジング朗読劇～（2022年12月25日、俳優座劇場）

2023年
- 特殊ミステリー歌劇「心霊探偵八雲」-思考のバイアス-（2023年3月2日 - 21日、Mixalive TOKYO Theater Mixa）- 右手川 役
- リバース ヒストリカ（2023年4月26日 - 30日、赤坂RED/THEATER）- 朋希 役
- ジュエルステージ「オンエア！」Unit Stories M×R×E（2023年7月15日 - 8月6日、品川プリンスホテル クラブeX） - 天橋幸弥（コスモ） 役
- ジュエルステージ「オンエア！」～Unit Stories H×D～（2023年10月05日 - 29日、Mixalive TOKYO 6F Theater Mixa）- 天橋幸弥（コスモ） 役 回替わりライブゲスト出演
- ミラクル☆ステージ『サンリオ男子』 〜One More Time〜（2023年11月10日 - 19日、I'M A SHOW） -  吉野俊介 役

2024年
- 特殊ミステリー歌劇「心霊探偵八雲」-呪いの解法-（2月21日 - 3月3日、品川プリンスホテル クラブeX） - 右手川雷人 役
- ミュージカル『青春-AOHARU-鉄道』6～ハッピーレール大作戦～（【東京】7月4日 - 15日、天王洲 銀河劇場 /【神戸】7月19日 - 21日、AiiA 2.5 Theater Kobe）- 山陽本線 役
- 甦夢THEATRE『黄金仮面-masque dore-』（10月11日 - 20日、天王洲 銀河劇場） - 中島河太 役

2025年
- minish*3『モンスターボックス』（2月23日 - 28日、Mixalive TOKYO Theater Mixa） - 斬鬼丸 役
- 神戸セーラーボーイズ定期公演vol.4 RICE on STAGE「ラブ米」～Golden wheat～ （【神戸】3月14日 - 16日、AiiA 2.5 Theater Kobe/【東京】3月23日 - 28日、Mixalive TOKYO Theater Mixa）-  日本晴 役
- ミュージカル『ロミオの青い空』〜誓い〜（5月2日 - 11日、天王洲 銀河劇場） - ベナリーボ 役
- 舞台『地獄の控室』（5月30日 - 6月8日、ザ・ポケット） - ウツルン 役
- 神戸セーラーボーイズ Assort Box 2025 （【大阪】7月25日 - 8月3日、扇町ミュージアムキューブ CUBE01 /【東京】8月14日 - 18日、CBGKシブゲキ!!）-  ゲスト出演（RICE on STAGE「ラブ米」）
- ミュージカル『青春-AOHARU-鉄道』コンサート Rails Live 2025（11月22日 - 24日〈予定〉、TACHIKAWA STAGE GARDEN） - 山陽本線 役

### イベント
2018年
- ミラクル☆ステージ「サンリオ男子」FUN♡FAN♡MEETING vol.0（2018年10月7日、サンリオピューロランド）-  吉野俊介 役
- Love on Ride〜通勤男子Vol.10 天ヶ瀬日向〜リリース記念吉澤翼トークイベント（2018年12月22日、R'sアートコート）

2019年
- 「松井遥己ファースト写真集『遥色～HARUIRO』発売記念イベント 2部（2019年1月） - ゲスト出演
- DERAGAYA! 吉澤翼×笹森裕貴～つばさとひろきの名古屋会。～（2019年2月17日、中京テレビ本社ビル1F プラザC）
- 吉澤翼シングルCDリリースイベント（3月18日、渋谷マルイ8階イベントスペース）
- 『ガラスの仮面・愛のメソッド2019』アフタートークショー（2019年3月15日、シアターグリーンBASE THEATER） - ゲスト出演
- ミラクル☆ステージ『サンリオ男子』×JOYSOUNDスペシャルイベント（2019年4月20日、JOYSOUND品川港南口店2F J-SQUARE）
- ミラクル☆ステージ『サンリオ男子』FUN♡FAN♡MEETING Vol.1（2019年4月30日、サンリオピューロランド エンターテイメントホール）-  吉野俊介 役
- 前田隆太朗 Birthday Events!!～23歳と24歳を同時に祝えるよ～（2019年5月26日、ワテラスコモンホール/WATERRAS COMMON HAL） - ゲスト出演
- 吉澤翼 BIRTHDAY PARTY 2019 ～Time has wings～（2019年9月15日、東京カルチャーカルチャー）
- DERAGAYA! 武藤賢人 Birthday Event 第1部（2019年10月5日、ルーテル市ヶ谷ホール） - ゲスト出演

2020年
- 「テイルズ オブ ザ ステージ ‐光と影の正義‐」Blu-ray 購入者イベント（12月5日、サンシティ越谷市民ホール・大ホール）

2021年
- ゆうイベ vol.4 2部（3月13日、音部屋スクエア） - ゲスト出演
- 『ウォーターランフェスティバル2021』1部（8月8日、ニューピアホール）※新型コロナウイルス感染拡大の影響により開催延期
- 笹森裕貴クリスマスイベント 2部（12月25日、ニューピアホール） - ゲスト出演

2022年
- 笹森裕貴バースデーイベント2022〜ひろき、爆誕25周年〜 (2022年7月2日 東京-浜離宮朝日ホール) - 2部ゲスト出演
- 「2.5次元 大上映祭 2022」〜RICE on STAGE「ラブ米」〜(2022年8月6日、AiiA 2.5 Theater Kobe)
- 「2.5次元 大上映祭 2022」〜青春-AOHARU-鉄道 〜(2022年9月25日、AiiA 2.5 Theater Kobe)
- ミラクル☆ステージ『サンリオ男子』FUN♡FAN♡MEETING Vol.2 ～Thank you party～（2022年12月28日、サンリオピューロランド エンターテイメントホール）-  吉野俊介 役
- STAGE FES 2022-2023（2022年12月31日、TACHIKAWA STAGE GARDEN）- 日本晴 役

2023年
- ミラクル☆ステージ『サンリオ男子』FUN♡FAN♡MEETING Vol.3（2023年5月28日、サンリオピューロランド エンターテイメントホール）-  吉野俊介 役
- キャストサイズチャンネルpresents 『でっこぼっこライブ vol.2』 (2023年9月16日、プーク人形劇場) - 2部ゲスト出演
- いろいろ ドルフェス2023（2023年9月23日、品川プリンスホテルステラボール） - ミラクル☆ステージ「サンリオ男子」吉野俊介 役
- ミラクル☆ステージ『サンリオ男子』～放課後カラオケタイム～（2023年10月3日、J-SQUARE SHINAGAWA）-  吉野俊介 役
- Ohmi twins party2023 〜推しの双子〜 (2023年12月3日、新宿STAR CRANE) - 1部ゲスト出演
- 笹森裕貴 Xmasevent2023 ～Happy Christmas！～ (2023年12月23日、横浜市教育会館) - 2部ゲスト出演

2024年
- KIMERU Event 2024 SPACE～in summer〜 (2024年8月11日、ZEAL THEATER SHINJUKU) - Dinner(夜公演)ゲスト出演
- ミュージカル『青春-AOHARU-鉄道』ヘッドマークお披露目会 (2024年8月24日、SHIBUYA TSUTAYA)
- 佐藤祐吾バースデーイベント2024 (2024年9月1日、シアターマーキュリー新宿) - 第二部ゲスト出演
- ミュージカル『青春-AOHARU-鉄道』応援上映祭～神戸秋の陣～ (2024年10月26日 - 27日、AiiA 2.5 Theater Kobe) - 山陽本線 役

2025年
- ネルケプランニング30th ANNIVERSARY『ネルフェス2024』後夜祭！（2025年1月18日、1月22日、1月25日、TOKYO DOME CITY HALL）
- ミュージカル『青春-AOHARU-鉄道』6～ハッピーレール大作戦～ BD/DVD発売記念イベント（2025年5月17日、ところざわサクラタウン ジャパンパビリオン ホールA）
- ミュージカル『青春-AOHARU-鉄道』応援上映祭～神戸春の陣～ (2025年5月24日、AiiA 2.5 Theater Kobe) - 山陽本線 役
- 吉澤翼 31st Anniversary Birthday (2025年9月23日、【Event】LIVE SPACE racine du noix、【Party】与三郎ビル)

### テレビ
2020年
- BSフジ オリジナルドラマ『CODE1515』最終話（9月27日） -   白虎 役

### その他
2020年
- ミュージカル『テニスの王子様』Dream Stream（11月15日 - 21日、SUPERLIVE by OPENREC） - 甲斐裕次郎 役

2021年
- 俳優チャット小説「君とのキスは旅先で～聖夜編～」（2021年、KISSMILLe）